# Tourlaville
Tourlaville var en kommun i departementet Manche i regionen Normandie i norra Frankrike. Kommunen ligger i kantonen Tourlaville som tillhör arrondissementet Cherbourg. År 2018 hade Tourlaville 16 040 invånare. Den 1 januari 2016 slogs kommunen ihop med fyra andra kommuner och bildade Cherbourg-en-Cotentin.

## Befolkningsutveckling
Antalet invånare i kommunen Tourlaville
| Referens: INSEE |